# Karl Deutsch
Karl Wolfgang Deutsch (21 de julio de 1912 – 1 de noviembre de 1992) fue un científico social y político de Praga. Su trabajo se centró en el estudio de guerra y paz, nacionalismo, cooperación y comunicación. También se le conoce por su interés en introducir métodos cuantitativos y análisis de sistema formales dentro del campo de las ciencias políticas y sociales, y es uno de los científicos sociales más conocidos del siglo XX.

## Biografía
Nacido en Praga, en una familia de habla alemana, el 21 de julio de 1912, cuando la ciudad formaba parte del Imperio Austrohúngaro, Deutsch obtuvo la ciudadanía de Checoslovaquia tras la Primera Guerra Mundial. Su madre María Leopoldina Scharf Deutsch era Socialdemócrata, y fue la primera mujer electa para el parlamento checoslovaco (1918) donde se la conoció por su resistencia al nazismo. Su padre, Martin Morritz Deutsch, tenía un óptica en la Plaza de Wenceslao de Praga, y también participó activamente en el Partido socialdemócrata checoslovaco. Su tío Julius Deutsch fue un famoso dirigente político del Partido Socialdemócrata de Austria.
Karl estudió Derecho en la Universidad alemana de Praga, donde se graduó en 1934. Suspendió sus estudios complementarios cuando su abierta postura antinazi provocó la oposición del alumnado Pronazi. Karl se casó con su mujer Ruth Slonitz en 1936, y tras pasar dos años en Inglaterra, volvieron a Praga donde, debido a su antigua participación antinazi, no pudo volver a la Universidad alemana. Se unió, en cambio, a su homóloga checa, la Universidad Carolina, en la que obtuvo una licenciatura en derecho canónico e internacional y un doctorado en Ciencias Políticas en 1938. Ese mismo año, en el cual se firmaron los Acuerdos de Múnich, que permitieron a las tropas alemanas a unirse a los Sudetes, él y su mujer no regresaron de un viaje a los Estados Unidos. En 1939, Deutsch obtuvo una beca para llevar a cabo estudios superiores en la Universidad de Harvard donde recibió un segundo doctorado en ciencia política en 1951.
Durante Segunda Guerra Mundial, trabajó para la Oficina de Servicios Estratégicos, y participó como estudiante de posgrado en la conferencia de San Francisco que tuvo como consecuencia la creación de las Naciones Unidas en 1945. Deutsch enseñó en varias universidades; primero en el MIT, de 1943 a 1956; después en la Universidad de Yale hasta el año 1967; y de nuevo en Harvard, hasta 1982. Actuó como Profesor de la Paz Internacional de Stanfield en Harvard, cargo que ocupó hasta su muerte.
Deutsch trabajó exhaustivamente en el campo de la cibernética, sobre la aplicación de modelos de simulación y dinámica de sistemas para el estudio de los problemas sociales, políticos y económicos, conocido como problemas retorcidos. Se basó en iniciativas anteriores para refomar el mundo tales como las adelantadas y promovidas por los autores del Club de Roma en Los Límites del Crecimiento, de Donella Meadows, et al. (1972). Introdujo nuevos conceptos en la literatura, como fue la Comunidad de Seguridad.
Ocupó muchos otros puestos de prestigio; fue miembro del consejo de la Fundación de Sociedad Mundial en Zürich, Suiza de 1984 en adelante. También, fue elegido Presidente de la Asociación Americana de Ciencia Política en 1969, de la Asociación Internacional de Ciencia Política en 1976, y de la Sociedad de Investigación de Sistemas Generales en 1983. De 1977 a 1987, fue director del Instituto de Investigación de Ciencias Sociales de Berlíin (Wissenschaftszentrum Berlina für Sozialforschung, WZB) en Berlín.
Murió en Cambridge, Massachusetts el 1 de noviembre de 1992. Tiene dos hijas, Mary D. Edsall, escritora (esposa de Thomas Edsall), y Margaret D. Carroll, historiadora de arte, y tres nietos, Alexandra Edsall, Sophia Carroll y Samuel Carroll.

## Obras
- Nationalism and Social Communication, 1953.
- Political Community at the International Level, 1954.
- The Nerves of Government. Random House, 1963.
- Nationalism and its Alternatives, 1969.
- Nationalism and National Development: An Interdisciplinary Bibliography, 1970.
- Tides Among Nations. The free Press, 1979.
- Politics and Government: How the people decide their Fate, 1980.
- Comparative Government: Politics of Industrialized and Developing Nations, 1981.
- The Analysis of International Relations. Prentice-Hall Inc.- Division of Simon and Schuster, 1988.
- The growth of Nations: Some Recurrent Patterns of Political and Social Integration. Irvintong publishing, 1993.